# Goran Suton (košarkaš)
Goran Suton (Sarajevo, 11. kolovoza 1985.) hrvatski je profesionalni košarkaš. Igra na poziciji centra, a trenutačno je član ruskog kluba Spartak St. Peterburg.

## Rani život
Suton je 1992. kao šestogodišnjak napustio Sarajevo za vrijeme njegovog bombardiranja od strane Vojske Republike Srpske. Njegova obitelj pobjegla je u Beograd tijekom etničkog čišćenja. 1999. obitelj se vratila u Sarejevo, no nacionalno mješoviti brak između oca hrvata i majke srpkinje kočio je njihovu normalizaciju života. Stoga su se već 2000. odselili njegovom bratu u Lansing, Michigan.

## Sveučilište
Ondje je završio srednju školu te se potom upisao na sveučilište Michigan State na kojem se prometnuo u jednoga od ključnih košarkaša. U sezoni 2007./08. zabilježio je nekoliko double-double učinka. U prosincu 2008. u pobjedi 82-66 protiv Oakland Golden Grizzliesa zabilježio je 16 poena i 9 skokova, a siječnju 2009. u porazu Michigana 70-63 od Northwesterna zabilježio je 15 poena i 14 skokova. Odveo je Michigan State do finala NCAA lige, u pobjedi 64-52 protiv Louisvillea s 19 koševa, 10 skokova i četiri asista.

## NBA
Izabran je kao 50. izbor NBA drafta 2009. godine od strane Utah Jazza. U dresu Jazza sudjelovao je na NBA Ljetnoj ligi u Las Vegasu 2009. i s njima potpisao negarantiran jednogodišnji ugovor. 21. listopada objavljeno je da nije prošao probu te je tako napustio Jazzere tjedan dana prije početka nadolazeće sezone.

## Europa
Nakon što nije prošao probu u Utah Jazzu, Suton je odlučio doći u Europu. 2. studenog 2009. potpisao je ugovor s ruskim prvoligašem Spartakom iz St. Peterburga.

## Reprezentacija
Iako se izjasnio da želi igrati za hrvatsku košarkašku reprezentaciju na Eurobasketu 2009., na kraju nije uvršten u popis Repešinih izabranih 12 igrača.   

## Vanjske poveznice
- Profil na ESPN.com